# Cetatea Feldioarei
Cetatea din Feldioara (germană Marienburg), comuna Feldioara, județul Brașov, regiunea etnografică Țara Bârsei (germană Burzenland), a fost construită în secolul XIII, cetatea de la Feldioara fiind cea mai importantă fortificație ridicată de cavalerii teutoni în Transilvania. Cetatea este monument istoric, cod LMI BV-II-a-A-11695. Cetatea a fost până în anul 2013 o ruină. Aceasta a fost restaurată însă ulterior în totalitate în perioada anilor 2013–2017.

## Localitatea
Pe malul stâng al Oltului se află satul Feldioara, la 17km nord de orașul Brașov. Conform cercetărilor arheologice teritoriul a fost locuit încă din neolitic, trecând prin epoca bronzului și cea a dominației romane care a lăsat situri importante de ceramică, sticlărie sau obiecte din aur, precum și un tezaur compus din 21 de monede romane. Descoperirea a cinci lingouri din aur ce au fost datate între anii 402 - 408 au dus la ipoteza folosirii lor ca tribut către populațiile migratoare din acele timpuri, probabil hunii.
Denumirea în maghiară a localității este "Föld-Vár", cu semnificația de "cetate de pământ", iar în germană Marienburg cu înțelesul de "Cetatea Mariei". Fecioara Maria era patroana Ordinului cavalerilor teutoni, cetatea Feldioarei fiind cea mai importantă fortificație ridicată de ei în Țara Bârsei. Construirea acestei cetăți s-a derulat ca urmare a acordării cavalerilor teutoni, de către Andrei al II-lea, a dreptului de a se așeza în această zonă și a popula "terra deserta et inhabitata" cu scopul de a apăra teritoriile coroanei maghiare de frecventele incursiuni ale cumanilor. Controversatul termen "inhabitata" duce la ideea unui teritoriu pustiu și nelocuit, idee contrazisă de mărturiile arheologice care confirmă existența unui cimitir săsesc în localitate care a fost datat încă de la mijlocul secolului al XII-lea, perioadă cunoscută a fi primul val al colonizării sașilor în Transilvania.
Ca urmare, teutonii s-au stabilit în "Terra Borza" (Țara Bârsei), ei având inițial doar dreptul de ridicare al fortificațiilor din lemn și de pământ. Cum în Europa Occidentală astfel de fortificații erau deja de domeniul trecutului și cum probabil au construit fortificația direct din piatră, Andrei al II-lea a acordat în anul 1222 ordinului teutonic dreptul de a construi "castra et urbes lapideas". Cum cavalerii și-au extins teritoriile controlate până în Țara Brodnicilor spre nord și au făcut incursiuni înspre sud spre Dunăre, regele Ungariei îngrijorat de posibilitatea creării unui stat în stat, a intrat cu armatele sale în anul 1225 și i-a alungat din Țara Bârsei. Un act papal menționează faptul că teutonii au construit "cum multa labore... quinnquie castra fortia"..

## Cetatea Feldioarei

### Cetatea teutonilor
Una din cetățile construite de teutoni, după plecarea lor avea numele de "Sanctae Mariae" și era construită pe colină la Feldioara, fiind înconjurată pe trei laturi de râul Homorod. Experiența de constructori a teutonilor acumulată în Țara Sfântă și în Asia Mică a adus pe meleagurile transilvănene tehnici și soluții de construcție întâlnite la marile castele cruciate de la Tyr, Crac des Chevaliers și Ascalon. Din vechea cetate a teutonilor se mai păstrează astăzi numai un rest dintr-un zid de piatră în partea de nord-vest. Acest zid s-a dovedit din punct de vedere a tehnicii de construcție total diferit de restul ansamblului. La baza lui au fost așezați bolovani mari deasupra cărora s-a ridicat un zid din bolovani legați cu mortar de bună calitate. Conform datelor topometrice se pare că cetatea a fost înconjurată de o nouă incintă, a doua, în interiorul căreia exista o capelă, o "Casă a cavalerului" și o bolniță, casa cavalerului jucând rolul de refectoriu, la parter, sală de mese, magazie, la etaj, și dormitor la ultimul etaj. Cu ocazia incursiunilor făcute de tătari în anul 1241, atât capela cât și celelalte clădiri au fost distruse. Pe ruinele fortificației, cistercienii care controlau localitatea printr-un ordin dat de Bela al IV-lea, au construit actuala biserică. Capela romanică a cavalerilor teutoni, probabil, este încorporată în corul gotic și ruinele Casei Cavalerului care fac parte din temeliile corpului bazilical.

### Cetatea țărănească
La ruinele cetății care se pot vedea astăzi pe colină, abia se mai păstrează urme vizibile ale prezenței Cavalerilor Teutoni. Turnurile și curtinele de la început au fost construite probabil de comunitatea săsească rămasă după plecarea lor, dar nu se poate preciza cu exactitate perioada. După marea invazie tătară care a adus mari pagube în Transilvania, a avut loc o adevărată efervescență în construirea și ridicarea de noi fortificații. Cum cetatea din Feldioara a fost practic distrusă, localnicii au reconstruit-o cu o incintă ovală, după forma platoului, făcându-i intrarea prin sud, ridicând turnuri de apărare, astăzi putând fi văzut doar cel vestic. Turnurile erau prevăzute cu niveluri separate prin platforme, ele comunicând prin intermediul scărilor din lemn. Turnul din est se presupune că era prevăzut și el cu platforme dar avea o boltă semicilindrică. Din turnul din sud se mai păstrează doar elementele de la bază. Curtina are o înălțime de 6 până la 7 metri, la jumătatea sa putându-se observa găurile în care se fixau bârnele consolelor care susțineau drumul de strajă. În partea de sud se mai observă mașiculiuri, iar în vestul curtinei exista o fântână cu adâncime de circa 70 de metri.
O refacere a fortificației este posibil să fi fost făcută după anul 1420, fapt determinat de existența unui document din 1439 care menționează că locuitorii Feldioarei au fortificat un "castrum" în vederea apărării bunurilor lor. Astfel, pe vremea lui Sigismund de Luxemburg, cetatea Feldioarei era una țărănească și localitatea primea dreptul, datorită ei, de a fi oraș.

Ruinele cetății existente până în anul 2013
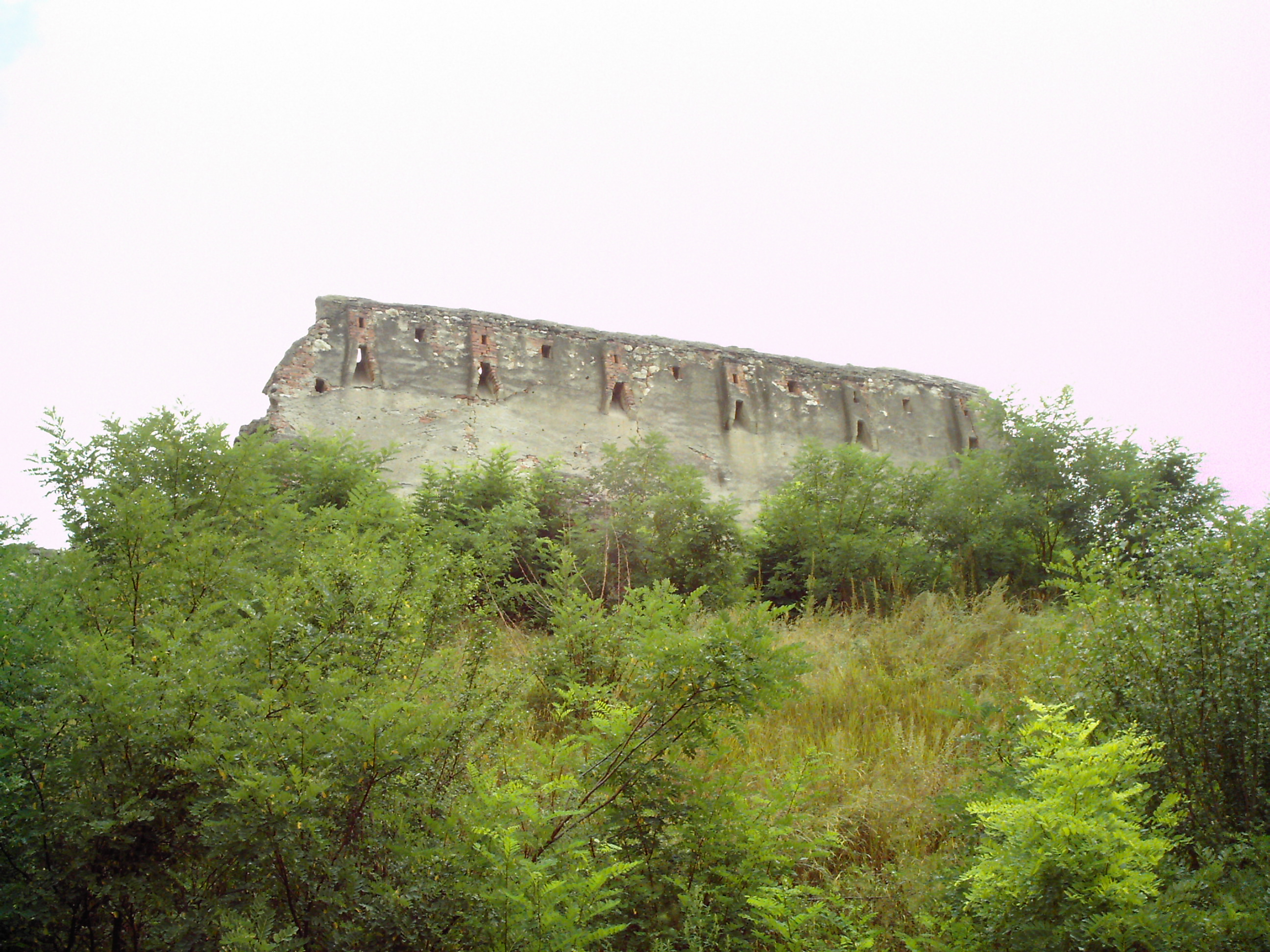
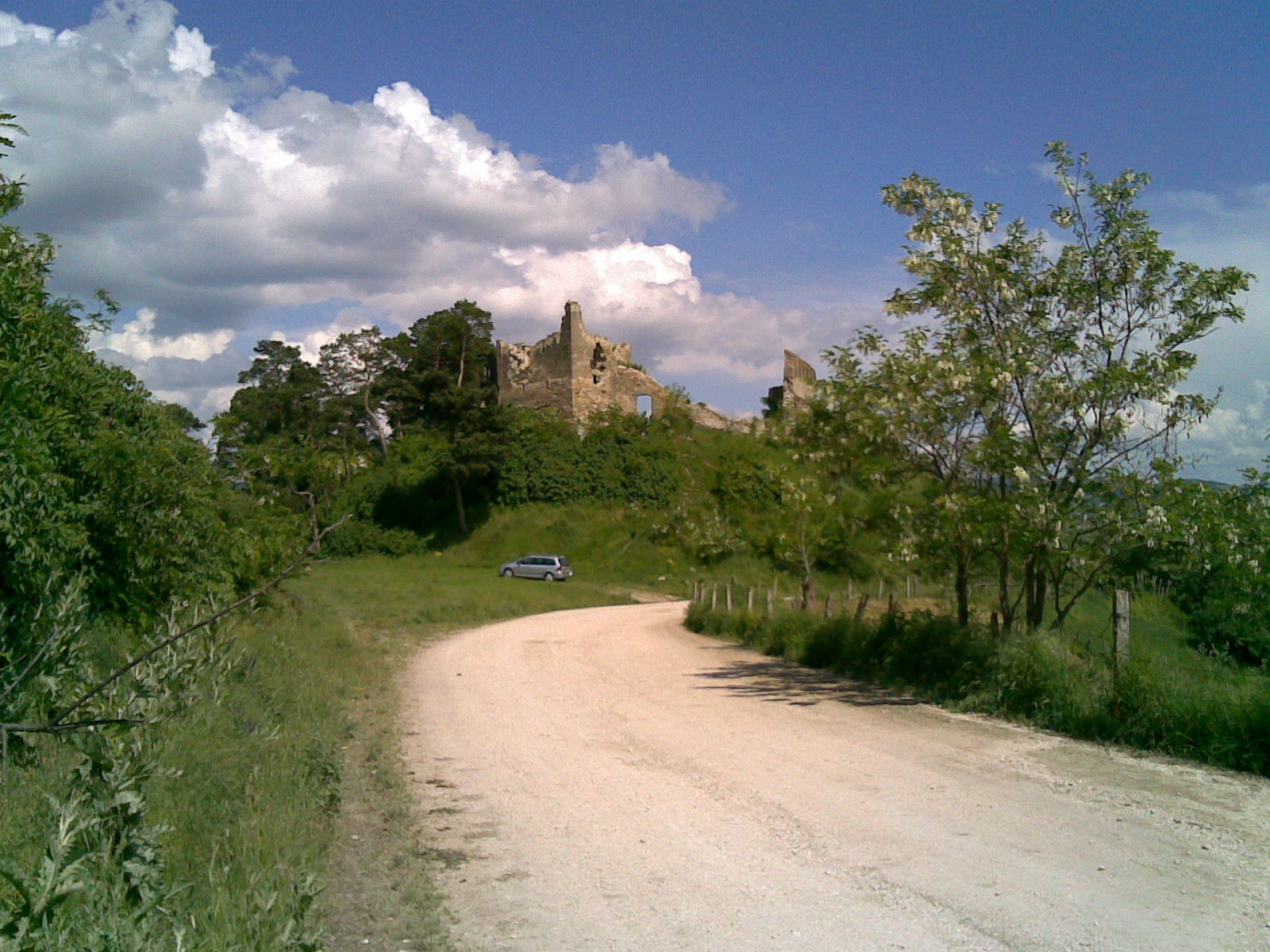
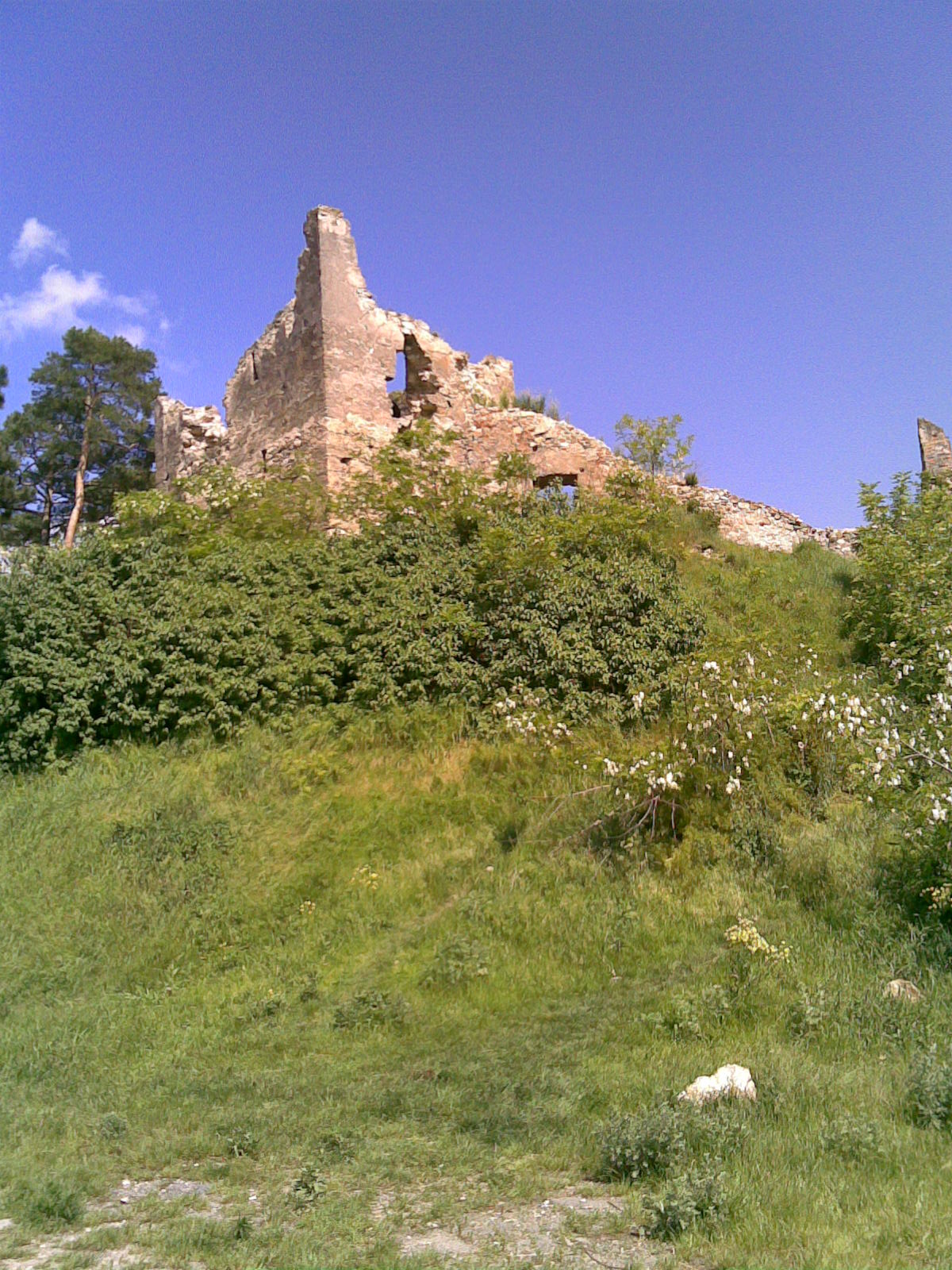
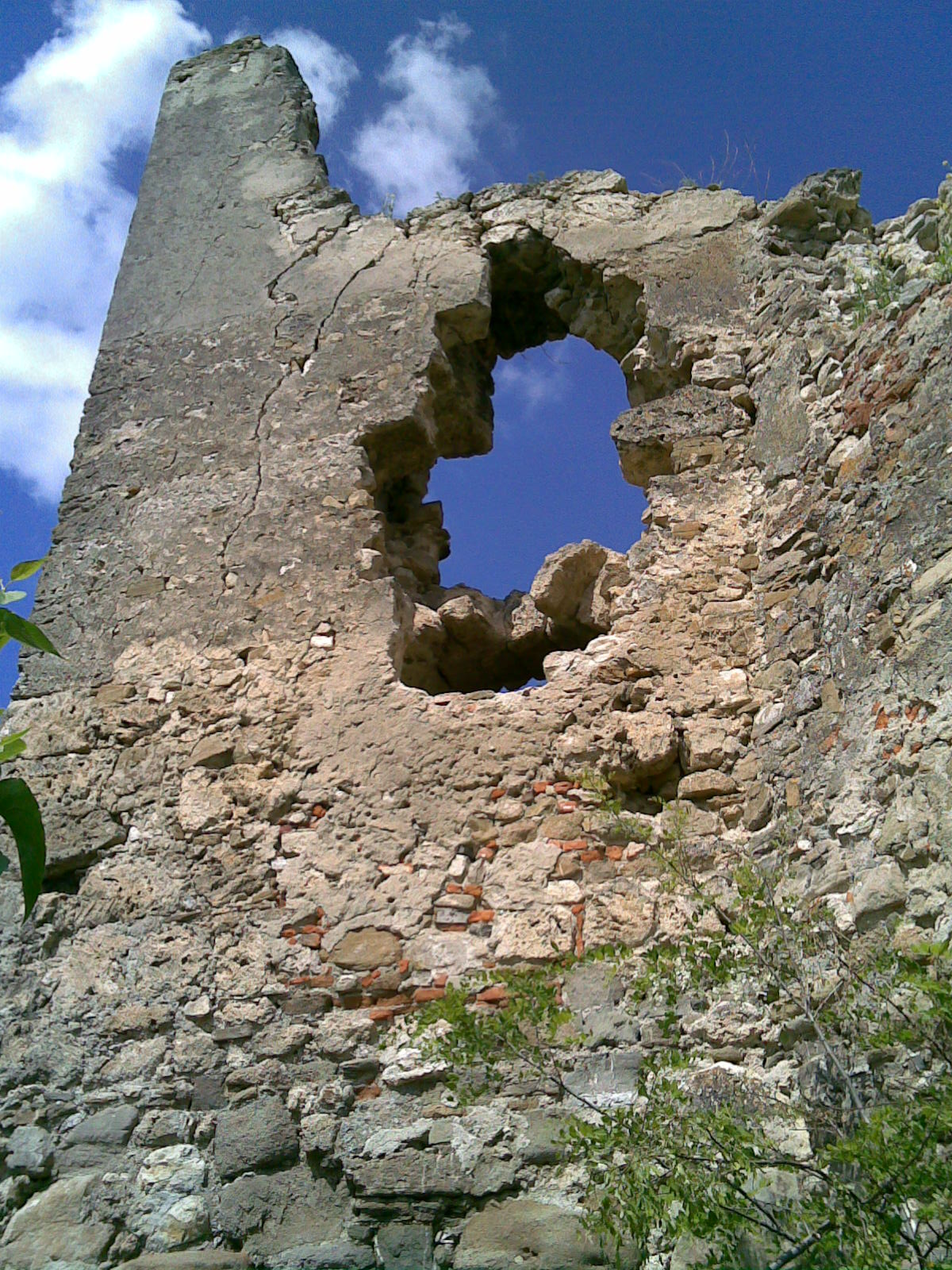
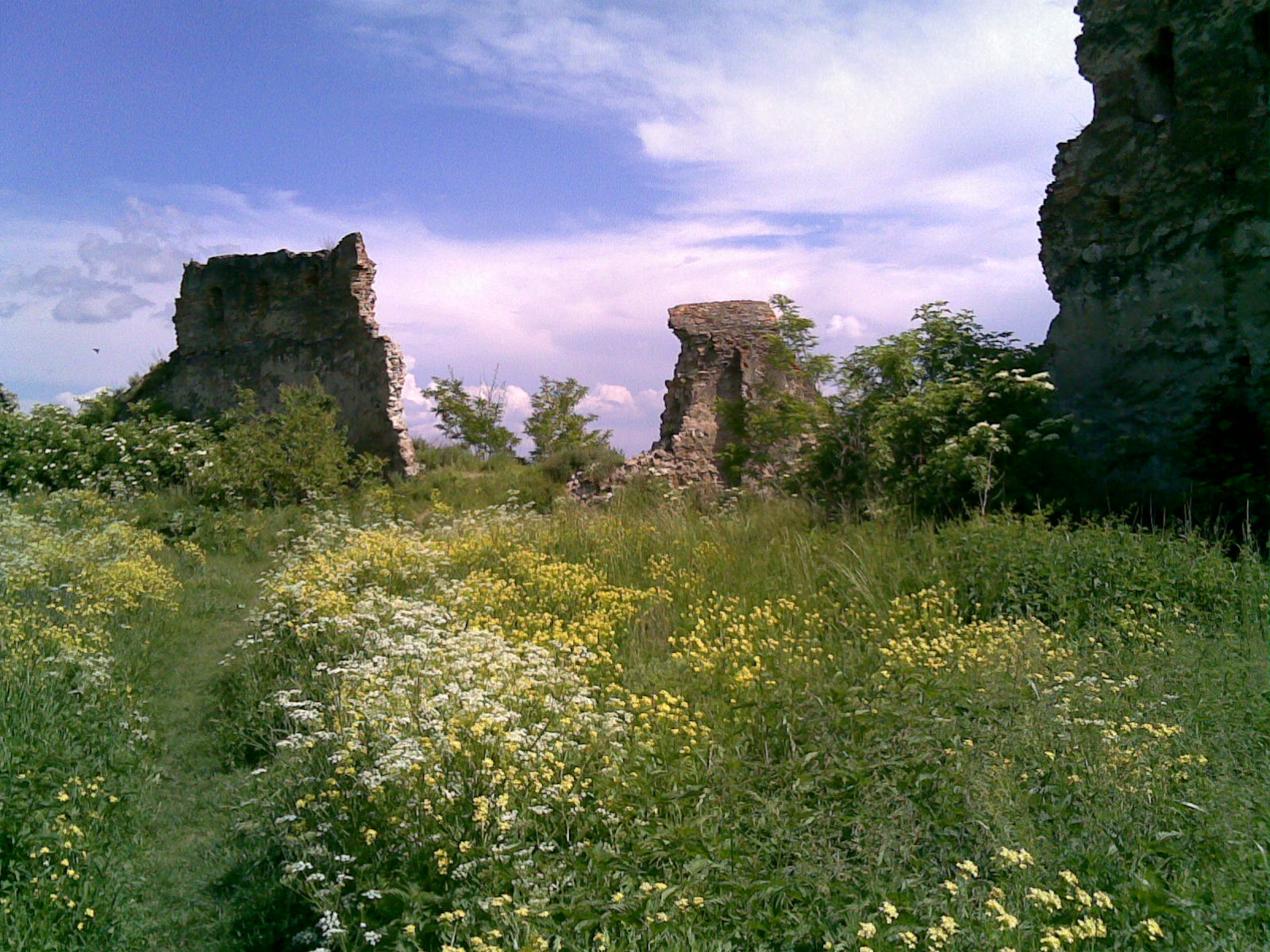
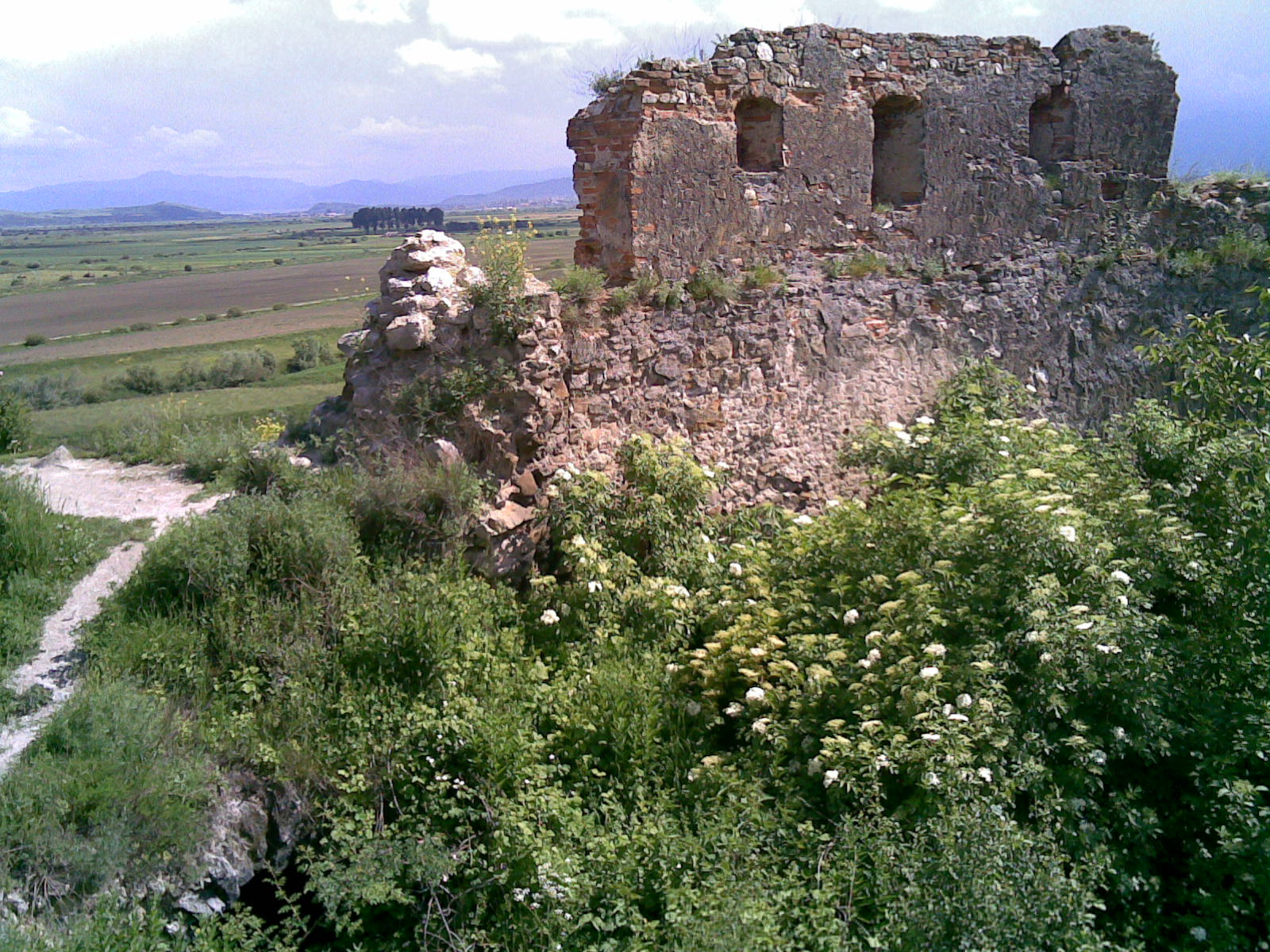
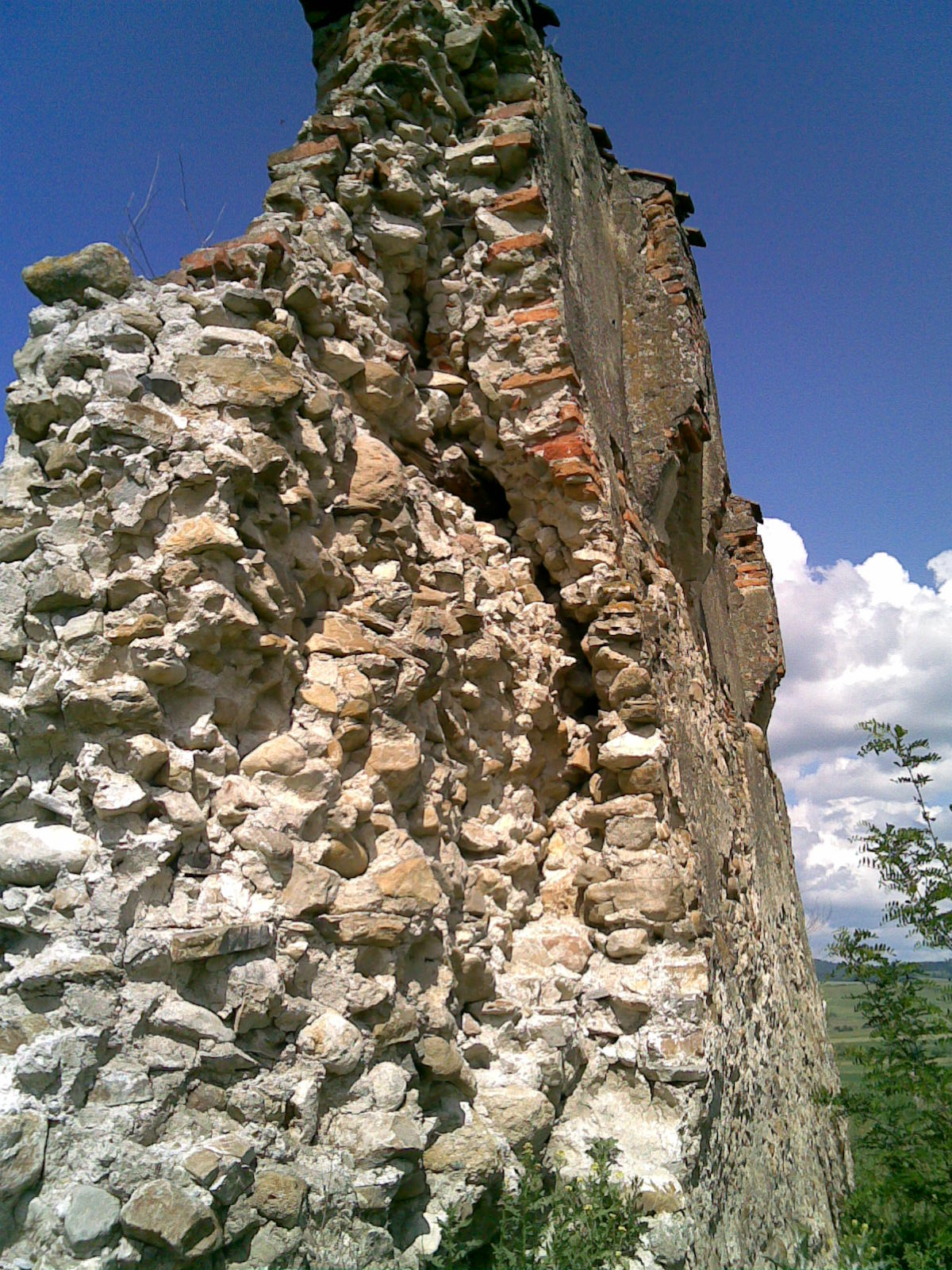
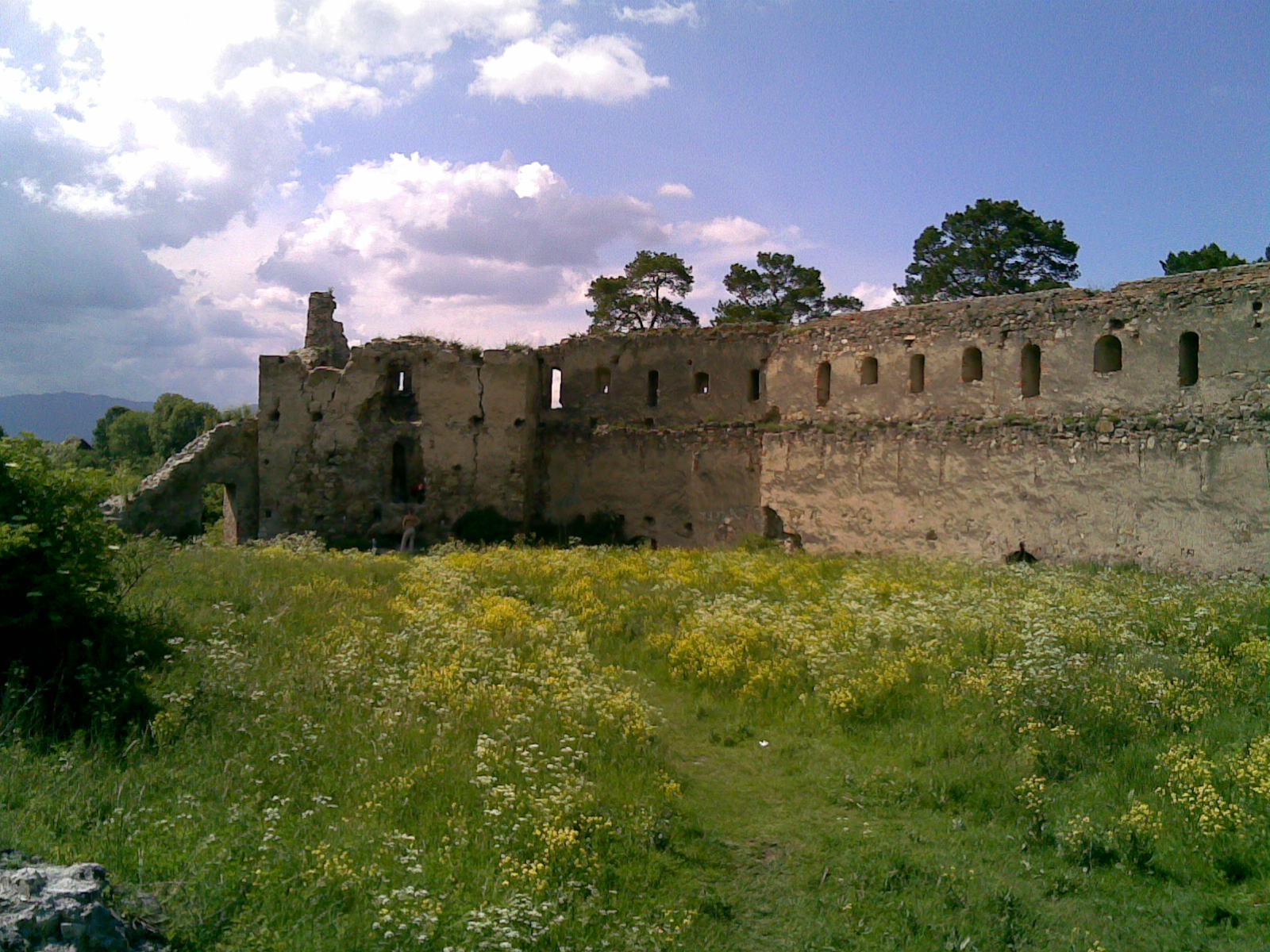
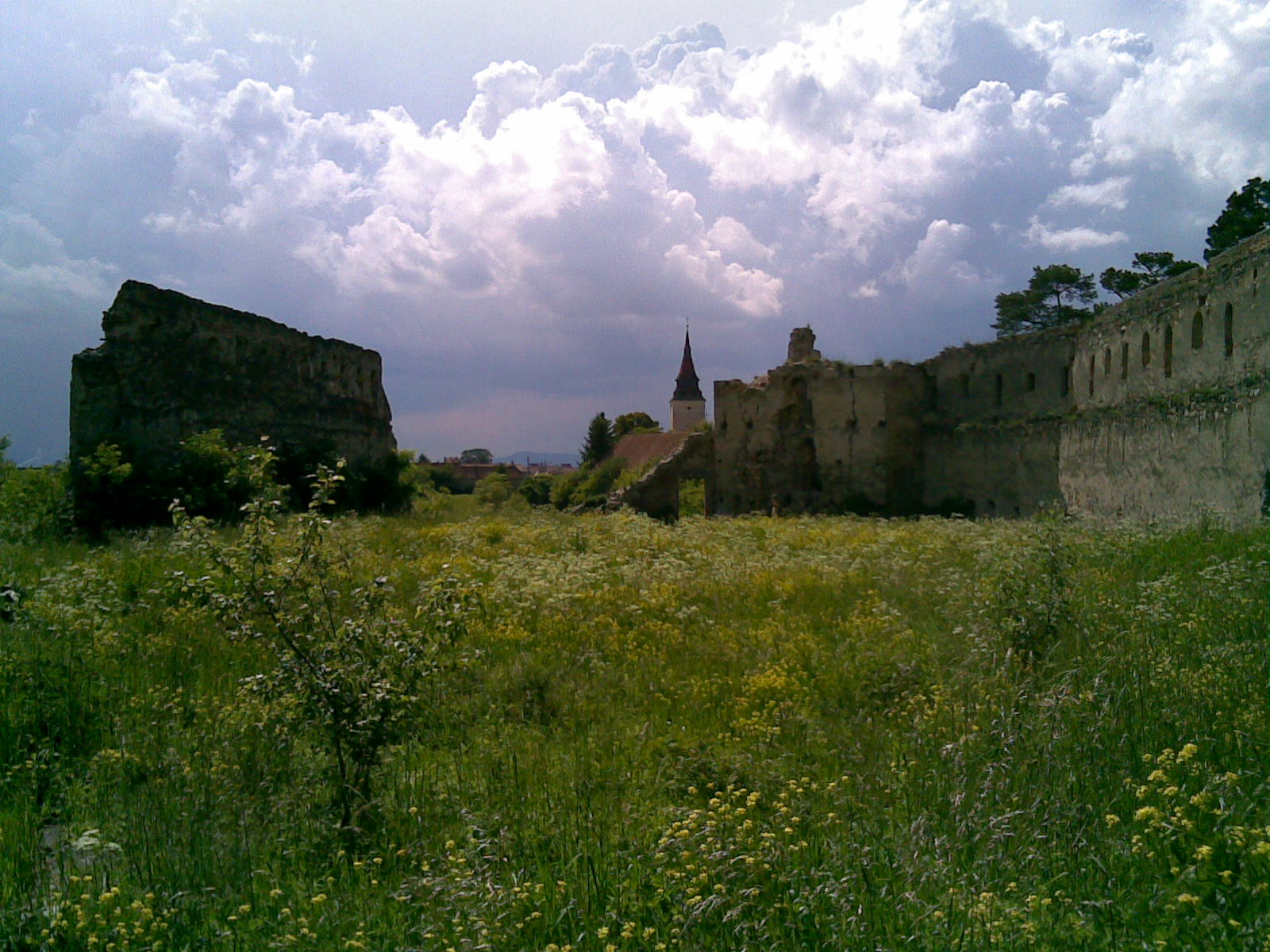
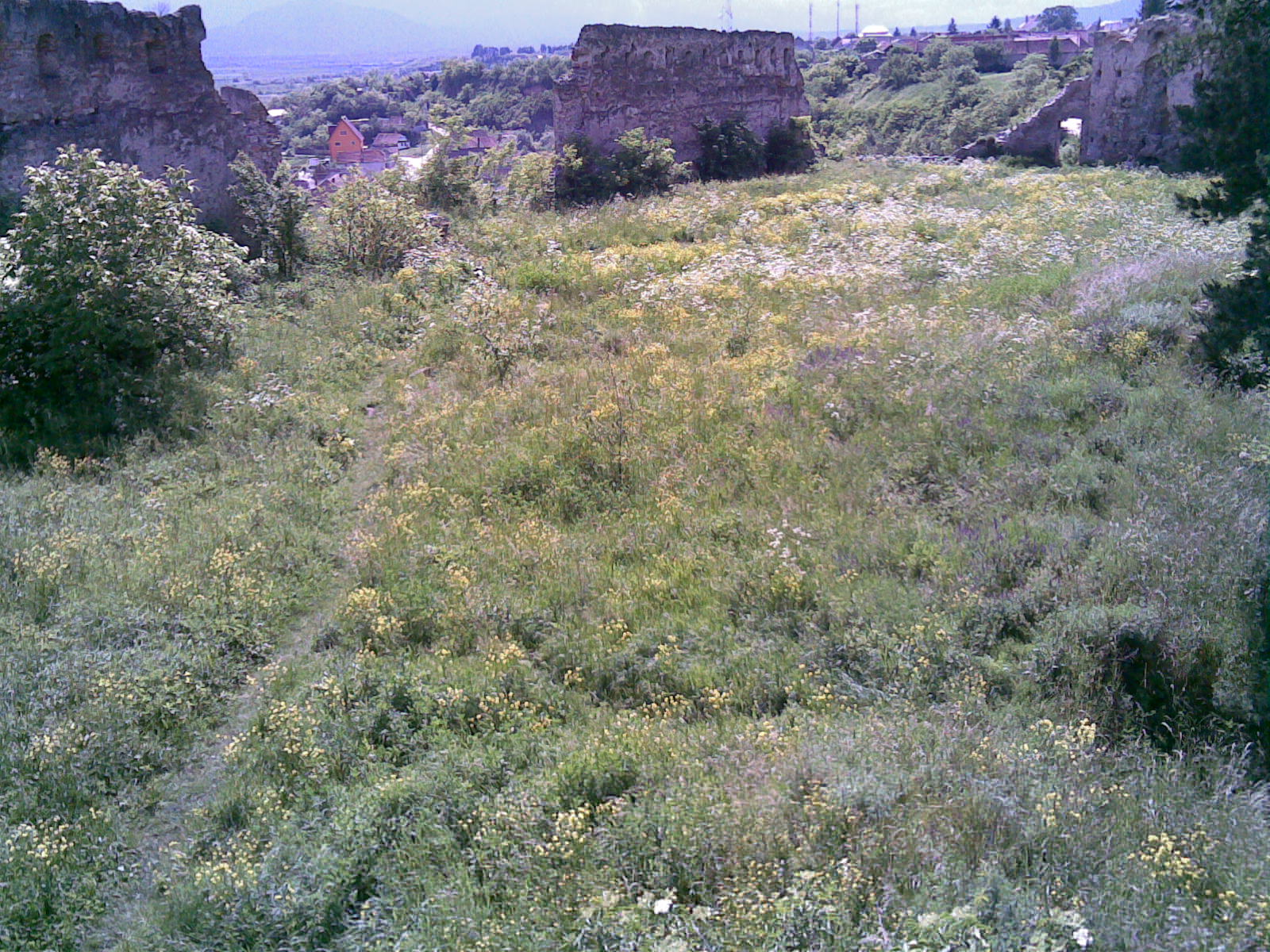
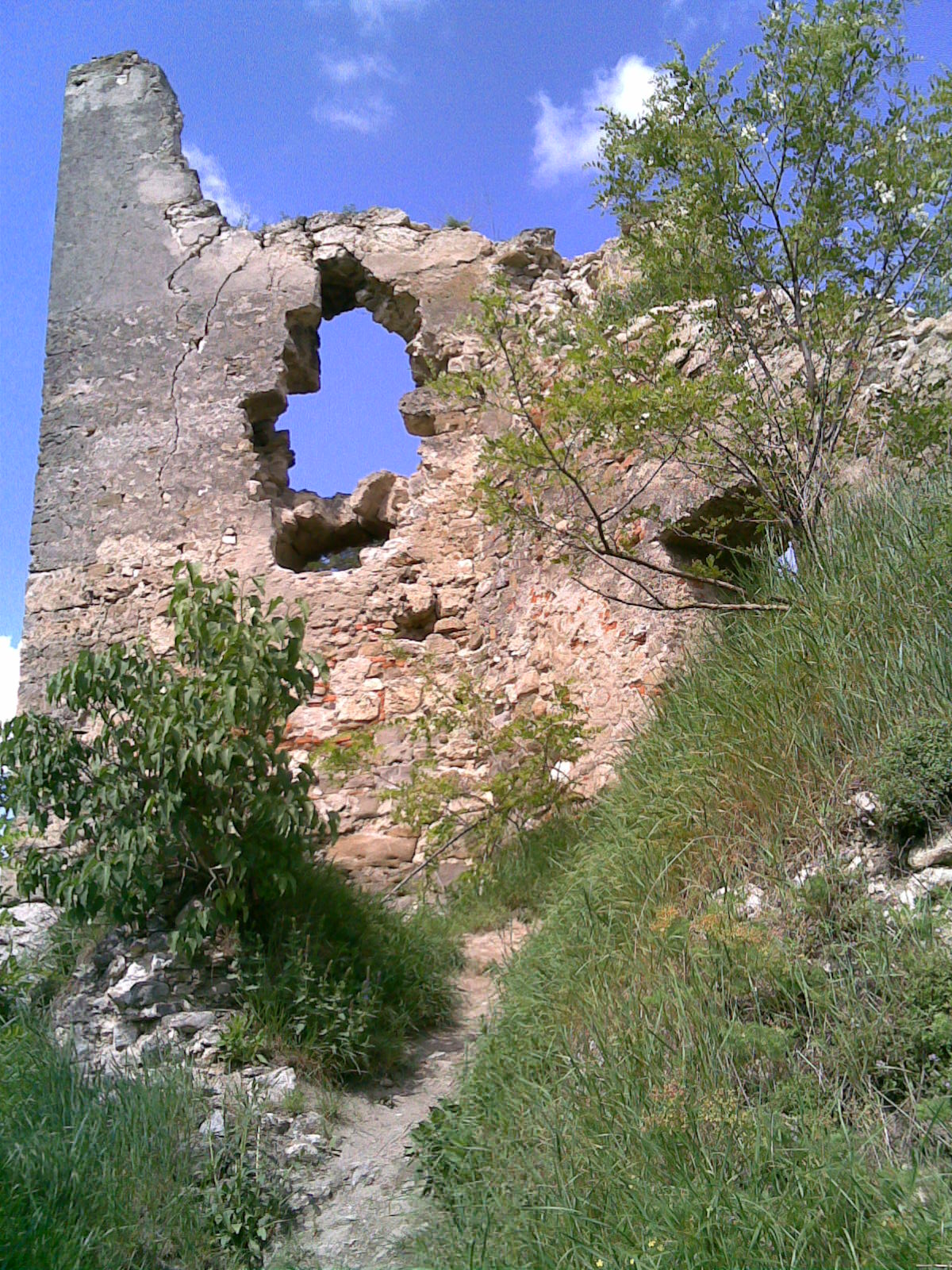

Cetatea a fost distrusă în 1430 de turci precum și de Vlad Țepeș în campania din 1457, locuitorii refăcând-o în același an. Zidul de incintă din partea de sud a fost probabil distrus după bătălia de la Feldioara de oștile lui Petru Rareș prin vornicul Nicoară Grozav. Pe zidăria turnului din spre nord există scrijelit anul 1657, dar nu se știe dacă inscripția este datorată construirii turnului sau a unei renovării a lui.

### Restaurarea cetății 2013-2017
Proiectul de restaurare a început în anul 2012, an în care s-au întocmit studiile de fezabilitate și de proiectare a lucrărilor. În anul 2013, Consiliul Județean Brașov a preluat de la Primăria Feldioara administrarea lucrărilor de restaurare a cetății, proiect început de către primărie tot în acel an. Consiliul Județean Brașov a asigurat finanțarea întregului proiect de restaurare. Cheltuielile de restaurare au totalizat 12.379.295,67 lei, întreaga investiție fiind estimată la începutul lucrărilor la douăzeci și trei de milioane de lei. Licitația a fost adjudecată la suma de 15.362.951,61 lei de SC. Euras SRL din Satu Mare. După alte surse, valoarea investiției era estimată în ianuarie 2017 la suma 10,5 milioane de lei față de cele 15,3 milioane la care s-a adjudecat lucrarea în anul 2013. Lucrările de restaurare a cetății au început în luna martie 2013. Alte surse au menționat în luna martie 2017 că valoare totală a investiției a ajuns la suma de 13,8 milioane de lei, pentru încheierea lucrărilor mai fiind nevoie de încă 30.000 de lei.

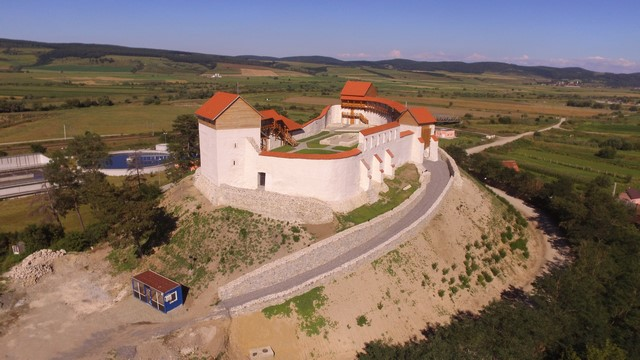
Cetatea Feldioarei restaurată - 2013 - 2017

Întregul proiect prevedea pe lângă restaurarea zidurilor cetății, o cercetare aprofundată de natură arheologică pe întinsul întregului sit. Cercetarea a fost condusă și organizată de arheologul Daniela Marcu-Istrate. Ca urmare, s-a descoperit că situl arheologic a fost locuit de mii de ani în urmă. S-au descoperit diverse artefacte foarte bine conservate din perioada neolitică (cultura Cucuteni), geto-dacică și medievală. Toate artefactele vor fi valorificate într-o viitoare amenajare muzeistică.
S-au restaurat toate zidurile de incintă și toate turnurile din nord, sud, est, vest, precum și zidul Zwinger de protecție. Toate fortificațiile inițiale, de pe vremea teutonilor, au fost conservate în întregime. Prin marcarea la nivelul solului, în curtea interioară s-au pus în valoare resturile capelei și a mănăstirii cisterciene. S-a reconstruit fântâna a cărei adâncime este de circa 70 de metri și s-a amenajat o zonă de belvedere asupra Țării Bârsei, aflată pe zidul de strajă. Din cauza faptului că forma cetății nu a fost cunoscută în totalitate, s-au reconstruit doar zidurile și turnurile despre care au rămas informații de natură istorică cu privire la cum au arătat ele în trecut. S-au executat subzidiri, injectări și lucrări de consolidare în paralel cu alte forme de conservare pentru zidăria veche. La injectările care au fost făcute la zidărie și la refacerea suprafețelor degradate ale tencuielilor, s-a folosit un var hidraulic special ce conține materie primă extrasă din Munții Dolomiți, certificat NHL5, importat din Italia. Din spusele inginerului Alexandru Stoica, coordonator al lucrărilor:
„...Și pentru piatra pe care o folosim am fost la mai multe balastiere de pe o rază de 100 de km pentru a găsi o piatră cât mai aproape de cea istorică. De asemenea, drumul de strajă al cetății va fii construit din lemn de brad așa cum a fost cel inițial. Am găsit cetatea într-un stadiu avansat de degradare. În urma lucrărilor și a săpăturilor au fost descoperite vestigii în perimetrul fortificației despre care nu existau informații. Lucrările de restaurare sunt complexe, sunt executate cu riscuri mari dar și o oarecare frică, pentru că zidurile sunt șubrede și nu se știe când cedează. În momentul când va începe să ningă lucrările vor înceta până la primăvară. Până acum, în cadrul proiectului s-au executat săpături cu supraveghere arheologică, concomitent cu o cercetare în acest scop, lucrări de sprijiniri ale elementelor degradate și desfaceri de zidării degradate.”
A urmat reconstrucția prin folosirea de lemn, cărămidă „...  făcută la comandă la fabrica din Sighișoara pe modelul celei din care fuseseră ridicate zidurile Cetății”, piatră și învelitori din țigle ceramice. În ansamblul său, proiectul a urmărit aducerea în actualitate a formei pe care cetatea a avut-o în secolul al XVII-lea, atunci când cetatea a fost tencuită. Pentru a elimina confuziile care pot apărea între zidurile restaurate și cele inițiale, restauratorii au folosit ca material lemnul.

Cetatea Feldioarei după restaurarea din 2013-2017
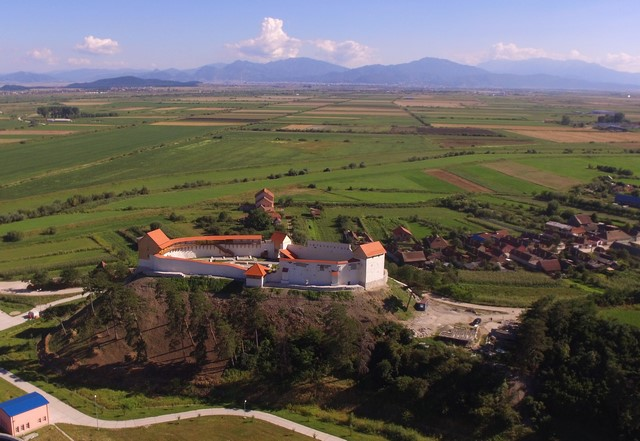
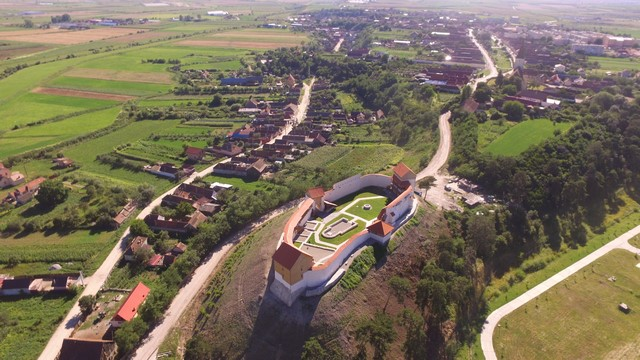
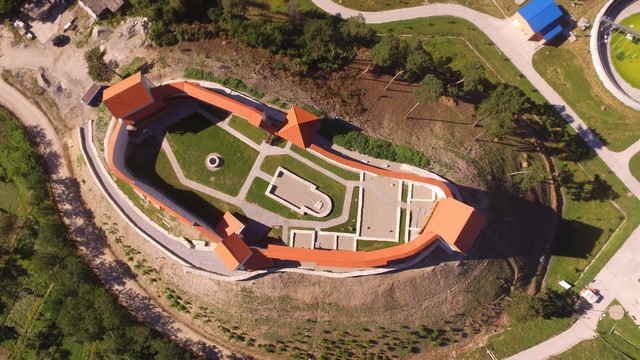
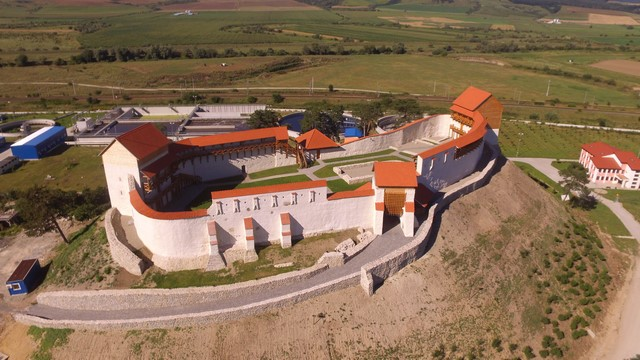

După estimările din martie 2017, Cetatea Feldioarei trebuia să fie redeschisă la sfârșitul lunii iunie 2017, după aproape patru ani de la începerea lucrărilor de restaurare. Recepția lucrării s-a făcut în luna iulie 2017 și accesul publicului va fi liber începând din luna septembrie 2017, după amenajarea muzeelor din incita cetății.

### Evenimente culturale
- Începând din anul 2017, festivalul „Trandafirul din Cetate”[13] se va organiza în Cetatea Feldioarei.[10]